# Hambourg-Moorfleet
Moorfleet est un quartier de Hambourg, en Allemagne, situé dans l'arrondissement de Bergedorf. Il se trouve à l'ouest de cet arrondissement.

## Localisation
Le quartier est situé dans l'Bergedorf.